# 大出俊 (俳優)
大出 俊（おおいで しゅん、1941年〈昭和16年〉1月11日 - ）は、日本の俳優。本名:大出 俊隆（おおいで としたか）。東京市出身。日本大学卒業。文学座、山田栖峰事務所、オフィスPSCを経て、Grueに所属。
妻は工藤明子。息子は大出真也（前妻との子）。身長170cm、体重60kg。血液型O型。

## 人物
大学卒業後、一般企業へ入社するも半月程で辞めてしまい、その後は職を転々とするなど定職に就かない毎日を送っていた。
たまたま東京の六本木を歩いていた時に養成所の募集を見つけ、特に理由もなく応募したところ、無事に合格。
1967年、第16期生として俳優座養成所に入所（同期生は古谷一行、峰岸徹、太地喜和子）。
養成所卒業後は文学座へ入る。
デビュー時より端整なマスクの二枚目として多数の時代劇で活躍。
21年在籍したのちに退座。理由については「40歳代半ばまで文学座でやってきたことにもどかしさや不安があって、外に出たらもっと気持ちが昂って他のことが何か出来るかも知れない、長年の垢を落としてみたいと思った」と話している。
日本社会党衆議院議員で村山富市内閣で郵政大臣を務めた大出俊は同姓同名の別人である。
子どもは上述の真也のほか、娘もいる（もう1人息子もいたが、皮膚ガンで亡くしている）。
特技は日本舞踊。

## 出演

### テレビドラマ
- 石狩平野（1968年、CX）
- 大河ドラマ（NHK）
  - 天と地と（1969年） - 足利義昭
  - 樅ノ木は残った（1970年） - 塩沢丹三郎
  - 春の坂道（1971年） - 松平信綱
  - 徳川家康（1983年） - 本阿弥光悦
  - 炎立つ（1993年） - 奈良法師
  - 花の乱（1994年） - 後花園上皇
  - 義経（2005年） - 佐藤元治 役
  - 天地人（2009年） - 高坂弾正
  - 江〜姫たちの戦国〜（2011年） - 前田利家
- ポーラテレビ小説 / パンとあこがれ（1969年、TBS） - 島村朔
- 鬼平犯科帳 第1シリーズ 第10話「女掏摸（めんびき）お富」（1969年、NET / 東宝） - 卯吉 ※八代目松本幸四郎版
- 木下恵介アワー / あしたからの恋（1970年、TBS） - 野口直也
- 火曜日の女シリーズ / 蒼いけものたち（1970年、NTV / 東宝） - 山本武臣
- 徳川おんな絵巻（KTV / 東映）
  - 第1話「尾張公の遊女妻」、第2話「女の生地獄」（1970年） - 徳川宗春
  - 第21話「雪サこんこん」、第22話「さいはての花ひらく」（1971年） - 松平定信
- 銀河ドラマ / 風来先生（1970年、NHK） - 白戸勉吉
- おさな妻（1970年、12ch / C.A.L） - 宮島先生
- 柳生十兵衛 第17話「草笛峠」（1971年、CX / 東映） - 佐野慎之助
- 大忠臣蔵 第29話「浪速に散った恋」（1971年、NET / 三船プロ） - 橋本平左衛門
- ザ・ガードマン 第322話「女と男の禁じられた逃亡」（1971年、TBS / 大映テレビ室） - 竹内
- 江戸巷談 花の日本橋 第1回「髪結いおしま捕物帖」、第2回「髪結いおしま捕物帖 謎の銀かんざし」（1971年、KTV / 東映） - 仙吉
- 荒野の素浪人（1972年 - 1974年、NET / 三船プロ） - 鮎香之介
- 木枯し紋次郎 第4話「女人講の闇を裂く」（1972年、CX / C.A.L） - 己之吉
- 花王 愛の劇場→愛の劇場（TBS）
  - 月よりの使者（1972年、C.A.L）
  - 愛の断崖（1975年）
  - 愛と死のかたみ（1977年） - 哲夫
  - 愛の旅路（1980年）
  - 温泉へ行こう 第4シリーズ 第29話、第30話（2003年） - 藤堂
- 赤ひげ 第37話「逃亡記」（1973年、NHK） - 半三 役
- 後妻の泣きどころ（1973年6月30日、NTV） - 西村良介
- 子連れ狼 第2部 第15話「温石くずし」（1974年、NTV / ユニオン映画） - 脇田勘解由
- 大江戸捜査網 第165話「初見参夜叉面の女」（1974年、12ch / 三船プロ） - 尾型玄十郎
- 破れ傘刀舟悪人狩り（1975年、NET / 三船プロ）
  - 第48話「華麗なる復讐」 - 大滝左馬之助
  - 第58話「裏切りの賭け」 - 近江屋手代・仙之助
- 剣と風と子守唄 第24話「小さな突撃隊」（1975年、NTV / 三船プロ） - 市来真介
- 必殺シリーズ（ABC / 松竹）
  - 必殺仕業人（1976年） - やいとや又右衛門
  - 必殺スペシャル・秋 仕事人vs仕事人 徳川内閣大ゆれ! 主水にマドンナ（1989年10月6日） - 蛇の目の佐太郎
  - 必殺スペシャル・秋! 仕事人vsオール江戸警察（1990年10月5日） - 水野越前守
- 遠山の金さん 第1シリーズ 第16話「燃える男の胸で泣け!!」（1976年、NET） - 戸田道之助
- 太陽にほえろ!（NTV / 東宝）
  - 第226話「天国からの手紙」（1976年） - 松原昇
  - 第298話「われら七曲署」（1978年） - 林田信彦
  - 第349話「見知らぬ乗客」（1979年） - 松永寛之
- 桃太郎侍（NTV / 東映）
  - 第17話「非情十手と人情豆腐」（1977年） - 小猿呂之助
  - 第149話「仁兵衛が惚れたお母ちゃん」（1979年） - 卯之吉
- 新 木枯し紋次郎 第12話「朝霧に消えた女」（1977年、12ch / C.A.L） - 長吉
- Gメン'75 第92話「女の留置場」（1977年、TBS / 東映） - 紺野警部補
- 明日の刑事 第30話「少女誘拐の決定的瞬間」（1978年、TBS / 大映テレビ）
- 騎馬奉行（1979年 - 1980年、KTV / 東映） - 平岩隼人
- 江戸の牙 第25話「瓦版 醜聞を追え!」（1980年、ANB / 三船プロ） - 中村菊之丞
- 大捜査線 第12話「路上の結婚式」（1980年、CX / ユニオン映画）
- ザ・ハングマン 燃える事件簿 第9話「奈落ゆき汚職航海」（1981年、ABC / 松竹芸能） - 三田村伸（元日南商事顧問弁護士）
- 長七郎天下ご免! （テレビ朝日）
  - 第68話「返上!偽りの上意討ち」（1981年） - 池永新之丞
  - 第94話「源平がたり 親子を結んだ的扇」（1981年） - 滝川宗右衛門
- 花咲け花子 第1シリーズ（1981年 - 1982年、NTV）
- 特捜最前線（ANB / 東映）
  - 第368話「野鳥団地の女!」（1984年） - 北島雄三（山田ツネオ）
  - 第406話「スキャンダル・スクープ!」（1985年） - 仲谷健三
- ニュードキュメンタリードラマ昭和 松本清張事件にせまる 第13回「相沢事件 事務局長斬殺たる」 - 第15回「戒厳令下ル 二・二六事件」（1984年、ANB / 国際放映） - 磯部浅一
- 私鉄沿線97分署 第16話「ヘルプ! 身代金を集めて!!」（1985年、ANB / 国際放映） - 山岡圭介
- スーパーポリス 第4話「Oh!女子大寮で張込み生中継」（1985年、TBS） - 間垣俊彦
- 影の軍団IV 第23話「男の中に女が棲む」（1985年、KTV / 東映） - 由良典膳
- あによめ（1986年、THK / 東京映画新社）
- ジャングル 第19話「傷痕」（1987年、NTV / 東宝）
- 土曜ワイド劇場
  - 探偵・神津恭介の殺人推理 第6作「ビデオに写った妖しい女」（1987年、ANB / 松竹） - 橋爪敏彦
  - 京都殺人案内 第15作「音川、完全犯罪に挑む!」（1989年、ABC / 松竹） - 川瀬正次
  - 家政婦は見た! 第10作「舞いの名門 華麗な一族の秘密 したたかな女たちの跡目争い…」（1992年、ANB / 大映テレビ） - 鶴文
  - 刑事・神崎省吾事件簿 椿の入れ墨をした女（1992年）
  - 新・赤かぶ検事奮戦記 第1作（1994年、ABC / 松竹） - 森田市郎
  - 花吹雪美人スリ三姉妹 第1作（1998年、ABC / 東通企画）
  - 棟居刑事シリーズ 第9作「棟居刑事の偽完全犯罪」（2016年） - 牧田康次朗
- TBS大型時代劇スペシャル（TBS / 東映）
  - 徳川家康（1988年） - 細川忠興
  - 愛と野望の独眼竜 伊達政宗（1995年） - 遠藤基信
- 名奉行 遠山の金さん（ANB / 東映） ※松方弘樹版
  - 第1シリーズ 第1話「桜吹雪一番手柄」（1988年） - 跡部内膳
  - 第2シリーズ 第13話「遠山奉行の涙! 裁かれた聖母像」（1989年） - 折原忠之
  - 第4シリーズ 第23話「恐怖の稲妻! 消えた殺人者」（1992年）  - 長崎屋儀兵衛
  - 第5シリーズ 第21話「裏切った悪女!」（1993年） - 黒田主水正
  - 第6シリーズ 第4話「米騒動、殺しの尼僧」（1994年） - 讃岐屋
  - 第7シリーズ 第3話「白い花の恐怖 悪徳医師の陰謀」（1995年） - 向井道庵
  - 遠山の金さんVS女ねずみ 第20話「仕掛け花火の怪!焼死体が歩く」（1997年） - 茜屋菊右衛門
- 隠密・奥の細道 第18話「波間に燃えた男唄」（1988年、TX / G・カンパニー）
- 火曜サスペンス劇場（NTV）
  - 大奥殺人事件（1989年、東映） - 水野忠邦
  - フルムーン旅情ミステリー 第5作「やさしい嘘」（1991年） - 松尾教授
  - 取調室 第12作「長崎壱岐殺意の潮流」（2000年） - 小田切一平
- 現代神秘サスペンス / 間違った死に場所（1989年9月、KTV / 東映）
- 続・三匹が斬る! 第14話「人質の、母娘が送る流人舟」（1989年、ANB / 東映） - 彦坂正次郎
- 鬼平犯科帳 第1シリーズ 第25話「雨の湯豆腐」（1989年、CX / 松竹） - 宮沢要
- はぐれ刑事純情派（ANB / 東映）
  - 第2シリーズ 第12話「元婦人警察官の犯罪!?」（1989年） - 阿部洋介
  - 第4シリーズ 第12話「新幹線で通う男・昼食難民殺人事件」（1991年） - 三原信吾
- 右門捕物帖 血染めの矢 江戸－長崎 黄金強奪連続殺人に必殺の十手が挑む!（1989年、ANB / 東映） - 松浦主膳
- 新春時代劇スペシャル / 新吾十番勝負 江戸城(秘)大奥の陰謀!（1990年、ANB / 東映） - 真崎庄三郎
- 八百八町夢日記（NTV / ユニオン映画）
  - 第1シリーズ 第31話「夏の嵐」（1990年） - 深谷路俊
  - 第2シリーズ SP「みちのく忠臣蔵」（1991年） - 安倍豊後守安治
- 鞍馬天狗 第5話「闇に浮かぶ能面の恐怖」（1990年、TX / 松竹） - 桜町胤保
- 長七郎江戸日記 第3シリーズ スペシャル「長七郎の陰謀」（1991年4月2日、NTV / ユニオン映画） - 北村右京之介
- 幕府お耳役檜十三郎 第9話「女郎蜘蛛の罠」（1991年、TX / 松竹）
- 銭形平次（CX / 東映） ＊北大路欣也版
  - 第1シリーズ 第9話「蛇の目傘の女」（1991年） - 駿河屋徳三郎
  - 第3シリーズ 第1話「暗闇の婚礼」（1993年） - 米問屋・千石屋
  - 第4シリーズ 第9話「殺しの絵図」（1994年） - 田所半兵衛
  - 第5シリーズ 第1話「消えた弁財天」（1995年） - 大黒屋
  - 第7シリーズ 第5話「暗闇に消えた五千両」（1998年） - 才兵衛
- 12時間超ワイドドラマ→新春ワイド時代劇（TX）
  - 天下の副将軍水戸光圀 徳川御三家の激闘（1992年） - 堀田正俊
  - 織田信長（1994年、東映） - 織田信光
  - 赤穂浪士（1999年、東映） - 多門伝八郎
  - 天下騒乱〜徳川三代の陰謀（2006年） - 津田豊後
- 刑事貴族2 第31話「見えない糸」（1992年、NTV / 東宝） - 谷口耕作
- 金曜ドラマシアター→金曜エンタテイメント→金曜プレステージ→赤と黒のゲキジョー（CX）
  - 山村美紗サスペンス 赤い霊柩車シリーズ 第1作「京都豪邸密室殺人の謎」（1992年） - 小笠原信一郎
  - 松本清張スペシャル・霧の旗（1997年、映像京都） - 奥村次男
  - 塔馬教授の天才推理 第2作「湯殿山麓ミイラ伝説殺人事件」（2014年） - 斉藤
  - ヤバい検事 矢場健〜ヤバケンの暴走捜査〜 第4作（2014年） - 白石健吾
- ホテルドクター（1993年、ABC / 総合ビジョン） - 長谷川弘一
- もう涙は見せない（1993年、CX） - 春日一彦
- 暴れん坊将軍（ANB / 東映）
  - 暴れん坊将軍V
    - 第24話「悪をあばいた潮騒の娘」（1993年） - 水野和泉守忠之
    - 第38話「風雪! 子連れ母唄」（1994年） - 高倉市之進

  - 暴れん坊将軍VI 第11話「大喧嘩! め組対定火消し」（1994年） - 水野隼人正
  - 暴れん坊将軍VII 第14話「尾張宗春の謀叛」（1996年） - 山下幸内
  - 暴れん坊将軍IX 第35話「大岡越前失脚!? 誘拐された恋女房」（1999年） - 猪沢常陸介
  - 暴れん坊将軍XI 第8話「お杏の悲痛な叫び! 夫はなぜ殺された!?」（2001年） - 和泉屋清兵衛
- 闇を斬る!大江戸犯科帳 第22話「闇奉行死す!」（1993年、NTV / ユニオン映画） - 林越山
- 水戸黄門（TBS / C.A.L）
  - 第22部 第33話「格さんの親友は脱藩者 -白河-」（1993年12月27日） - 兵藤右近
  - 第25部 第2話「恵みの夫婦海苔 -君津-」（1996年12月16日） - 八右衛門
  - 第26部 第11話「拾った赤子の恩返し -霧島-」（1998年4月27日） - 大隈屋重兵衛
  - 第27部 第20話「孫を救った燃える水 -新津-」（1999年8月2日） - 平作
  - 第28部 第4話「陰謀渦巻く駿府城! -江尻・駿府-」（2000年4月3日） - 小出帯刀
  - 第29部（2001年） - 藤井紋太夫（2代目） 
    - 第1話「将軍が最も恐れた男 -江戸-」
    - 第6話「危機一髪!影武者大作戦 -高崎-」
    - 第25話「陰謀と裏切りの果てに -水戸-」

  - 第30部 第25話「父は子を、子は父を -高松-」（2002年7月1日） - 藤井紋太夫（2代目）
  - 第33部 第4話「父のこころ娘知らず -津-」（2004年5月10日） - 窪田屋惣兵衛
  - 第35部 第1話「風雲急を告げる高松城 -江戸・水戸・高松-」（2005年10月10日） - 古川織部
  - 第36部 第1話「加賀百万石への旅立ち -水戸・日光-」（2006年7月24日） - 竹造
  - 第40部 第11話「悪を一喝　世話焼き美人 -象潟-」（2009年10月19日） - 奥山軍兵衛
  - 第43部 第13話「冴えない男の恩返し -松坂-」（2011年10月17日） - 大越三左衛門
- あばれ医者嵐山 第4話「縁切り寺の女」（1995年、TX / ユニオン映画） - 結城屋久右衛門
- 江戸の用心棒 第1シリーズ 第24話「あばかれた秘密」（1995年、NTV / ユニオン映画） - 千石屋駒蔵
- 藏（1995年） - 佐野豊松
- 忠臣蔵（1996年、CX / 東映） - 小野寺十内
- 月曜ドラマスペシャル→月曜ゴールデン（TBS）
  - 赤川次郎サスペンス 冠婚葬祭殺人事件（1997年8月25日）
  - 検視官江夏冬子 第2作「京都冬化粧殺人事件」（1998年） - 北野将之
  - 痛快!バツイチ・トリオ 女だけの便利屋事件簿 第3作（1999年） - 三枝勲
  - 万引きGメン・二階堂雪 第17作「最期の嘘」（2008年） - 城山啓吾
- 隠密奉行朝比奈シリーズ（CX / 東映）
  - 第1シリーズ第8話「京の罠、逃げ出した花嫁」（1998年）- 九条基房
  - 第2シリーズ 第8話「奈良・金魚になった少女」（1999年）-大久保山城守
- はみだし刑事情熱系 PART3 第11話「取調室の女! 完全犯罪のトリックを暴け」（1998年、ANB / 東映） - 添島検事
- 白衣のふたり（1998年、THK） - 市川智明
- 御家人斬九郎 第4シリーズ 第5話「罠には罠を」（1999年、CX / 映像京都） - 斎藤勘解由
- 旗本退屈男（2001年） - 黒田屋仁兵衛
- 女と愛とミステリー→水曜ミステリー9（TX→TX / BS JAPAN）
  - ヤメ検弁護士・英剛直 佐渡が島殺人航路（2002年） - 阿久津誠
  - 忘却の調べ 〜オブリビオン〜（2007年）
  - 事件記者 浦上伸介 第6作「会津・猪苗代湖 〜赤べこ殺人事件〜」（2008年） - 小宮俊吉
- ドラマ30 / スウとのんのん（2005年、CBC） - 稲垣巌
- 土曜ドラマ / マチベン 第5話「無実を信じますか?」、第6話「真実がこわいですか?」（2006年、NHK） - 友永裁判長
- 特命係長 只野仁スペシャル'06 高級レストランとおふくろの味（2006年9月、EX）
- 逃亡者 おりん（2006年 - 2007年、TX） - 古坂平九郎（おりんの父）
- 火曜時代劇 / 遠山の金さん 第5話「遊郭に雇われた金さん!? わらべ歌の謎と復讐に燃える女」（2007年、EX） - 山徳源右衛門
- 土曜ドラマ / SP 警視庁警備部警護課第四係（2007年、CX） - 伊勢崎武則
- 刺客請負人 第2シリーズ（2008年7月、TX） - 長居伊賀守
- 白と黒（2008年、CX） - 大貫
- 相棒（EX / 東映） - 原子嘉和
  - Season10 第10話「ピエロ」（2012年1月1日）
  - Season12 第1話「ビリーバー」（2013年10月16日）
- ハンチョウ〜警視庁安積班〜 シリーズ6 第5話（2013年、TBS） - 苅田重明
- 木曜ドラマ / DOCTORS2 最強の名医 第4話（2013年8月1日、EX） - 河合源一郎
- 木曜ドラマ / 町医者ジャンボ!! 第7 - 最終話（2013年、YTV） - 白根英雄
- BS時代劇 / 大岡越前2 第1話（2014年10月3日、NHK BSプレミアム） - 佐久間玄蕃
- 科捜研の女
  - （2014年） - 田所勉
  - （2019年） - 後藤了胤
- 木曜時代劇 / かぶき者 慶次（2015年） - 荒木康綱
- 金曜ナイトドラマ / 民王（2015年） - 桐月有三
- 刑事7人（2018年、EX） - 長田健太郎
- 水戸黄門 第2シリーズ 第10話「老公、なんばしよっと? -福岡-」（2019年、BS-TBS） - 貝原益軒
- やすらぎの刻〜道（2020年、EX）
- 陰陽師 (2020年のテレビドラマ)（2020年） - 賀茂忠行

### 映画
- 眠れる美女（1968年、松竹）
- ひとりっ子（1969年、新星映画）
- 地獄変（1969年、東宝）
- この青春（1971年、新星映画）
- 女の花道（1971年、東宝）
- ふれあい（1974年、松竹）
- 想い出のかたすみに（1975年、松竹）
- 阿寒に果つ（1975年、東宝）
- ご挨拶 第1話「イロイロ、ありまして」（1991年、東映）
- 江戸城大乱（1991年、東映） - 牧野成貞
- 女賭博師 花吹雪お涼（1996年、パル企画）
- 時雨の記（1998年）
- 夢の約束（2003年）
- SP THE MOTION PICTURE「野望篇」（2010年） - 伊勢崎武則
- 相棒 -劇場版II- 警視庁占拠! 特命係の一番長い夜（2010年） - 原子嘉和

### オリジナルビデオ
- 女猫 美しき復讐者（1992年、にっかつビデオ）
- 米百俵 小林虎三郎の天命（1993年）
- 難波金融伝 ミナミの帝王21 裏切りの報酬（2002年、ケイエスエス）

### 舞台
- 池内淳子特別公演 / 忘れ扇
- 北島三郎 特別公演
  - 風雪ながれ旅
  - 木曽恋しぐれ（2010年3月、御園座）
  - 幡隋院長兵衛（2010年9月、博多座 / 11月、新歌舞伎座）
- 島倉千代子 記念公演
  - 維新前夜 京洛に燃えて
  - 東京だョおっ母さん
- 森進一 特別公演
  - 伝七捕物帳
  - 弁天小僧
- 都はるみ 特別公演 / 嫁ぐ日に
- 大月みやこ 特別公演 / 婦系図
- 天翔ける獅子〜義経と弁慶〜
- 大岡越前
- おせん
- 流水橋
- 徳川宗春
- 雪のゆめ華のゆめ
- 40カラット
- 放浪記

### 吹き替え
- 華麗なるギャツビー（サム・ウォーターストン）※日本テレビ版
- 地獄の黙示録（マーティン・シーン）※日本テレビ版
- 死の勲章（サム・ウォーターストン）
- 星空の用心棒（ジュリアーノ・ジェンマ）※フジテレビ版

### バラエティ
- クイズ!脳ベルSHOW （2018年2月12日・13日、BSフジ）